# Hydraena akbesiana
Hydraena akbesiana är en skalbaggsart som först beskrevs av Audisio, De Biase och Manfred A. Jäch 1993.  Hydraena akbesiana ingår i släktet Hydraena och familjen vattenbrynsbaggar. Inga underarter finns listade i Catalogue of Life.